# David Aubry
David Aubry (Saint-Germain-en-Laye, 8 november 1996) is een Franse zwemmer.

## Carrière
Bij zijn internationale debuut, op de wereldkampioenschappen openwaterzwemmen 2015 in Kazan eindigde Aubry als zeventiende op de 5 kilometer openwater, in de landenwedstrijd eindigde hij samen met Marc-Antoine Olivier en Aurélie Muller op de elfde plaats.
Tijdens de wereldkampioenschappen openwaterzwemmen 2017 in Boedapest eindigde hij als zesde op de 10 kilometer openwater.
Op de Europese kampioenschappen zwemmen 2018 in Glasgow strandde de Fransman in de series van zowel de 400 als de 1500 meter vrije slag. Daarnaast eindigde hij als twaalfde op de 10 kilometer openwater en als vijftiende op de 25 kilometer openwater, in de landenwedstrijd behaalde hij samen met Lara Grangeon, Lisa Pou en Marc-Antoine Olivier de bronzen medaille. In Hangzhou nam Aubry deel aan de wereldkampioenschappen kortebaanzwemmen 2018. Op dit toernooi eindigde hij als vierde op de 1500 meter vrije slag, op de 400 meter vrije slag werd hij uitgeschakeld in de series.
Tijdens de wereldkampioenschappen zwemmen 2019 in Gwangju veroverde hij de bronzen medaille op de 800 meter vrije slag, daarnaast eindigde hij als vierde op de 1500 meter vrije slag en als tiende op de 10 kilometer openwater.

## Internationale toernooien
| Jaar | Olympische Spelen | WK langebaan                                                | WK kortebaan                            | EK langebaan                                                                                             | EK kortebaan  |
| ---- | ----------------- | ----------------------------------------------------------- | --------------------------------------- | --- | ------------- |
| 2015 |                   | 17e 5 km openwater 11e Landenwedstrijd                      |                                         | | geen deelname |
| 2016 | geen deelname     |                                                             | geen deelname                           | geen deelname                                                                                            |               |
| 2017 |                   | 6e 10 km openwater                                          |                                         | | geen deelname |
| 2018 |                   |                                                             | 12e 400m vrije slag 4e 1500m vrije slag | 10e 400m vrije slag · 14e 1500m vrije slag · 12e 10 km openwater · 15e 25 km openwater · Landenwedstrijd |               |
| 2019 |                   | 800m vrije slag · 4e 1500m vrije slag · 10e 10 km openwater |                                         | | 4-8 december  |

## Persoonlijke records
Bijgewerkt tot en met 28 juli 2019
Kortebaan
| Afstand          | Tijd     | Datum            | Plaats      |
| ---------------- | -------- | ---------------- | ----------- |
| 400m vrije slag  | 03.42,62 | 11 december 2018 | Hangzhou    |
| 800m vrije slag  | 07.36,45 | 16 november 2018 | Montpellier |
| 1500m vrije slag | 14.23,44 | 16 december 2018 | Hangzhou    |

Langebaan
| Afstand          | Tijd     | Datum         | Plaats  |
| ---------------- | -------- | ------------- | ------- |
| 400m vrije slag  | 03.47,06 | 21 april 2019 | Rennes  |
| 800m vrije slag  | 07.42,08 | 24 juli 2019  | Gwangju |
| 1500m vrije slag | 14.44,72 | 28 juli 2019  | Gwangju |